# Kool & the Gang
Kool & The Gang — американський джаз/R&B/соул/фанк/диско гурт з Джерсі Сіті.

## Історія
Гурт був утворений у 1964 році під назвою The Jazziacs учнями Lincoln High School міста Джерсі Сіті. До першого складу гурту ввійшли:
- Роберт «Кул» Белл (Robert «Kool» Bell), 8.10.1950, Янгстаун, Огайо, США — бас, вокал;
- Рональд «Кептейн» Белл (Ronald «The Captain» Bell), 1.11.1951, Янгстаун, Огайо, США — саксофон;
- Денніс «Ді Ті» Томас (Dennis «Dee Tee» Thomas), 9.02.1951, Джерсі-Сіті, Нью-Джерсі, США — саксофон, флейта, ударні;
- Роберт «Спайк» Майкенс (Robert «Spike» Mickens), Джерсі Сіті, Нью-Джерсі, США — труба;
- Рік «Вест» Вестфілд (Rick «West» Westfield) — клавішні та Вуді Спарроу (Woody Sparrow) — гітара.

Ця провідна у 1970-х та 1980-х роках фанк-команда розпочала свою кар'єру як джазова формація, відкриваючи концерти таких виконавців, як Фарао Саундерс та Леон Томас. 1967 року Спарроу змінив Чарльз «Клейдс» Сміт (Charles «Claydes» Smith), 6.09.1948, Джерсі Сіті, Нью-Джерсі, США — гітара. Також склад поповнив Джордж «Фанкі» Браун (George «Funky» Brown), 5.01.1949, Джерсі Сіті, Нью-Джерсі, США — ударні, і гурт під новою назвою The Soul Town Revue дещо змінив раніше обраний напрям, поєднавши соул та фанк.
Надалі гурт кілька разів змінював назви (The New Dimensions та The New Flames), поки 1969 року остаточно не зупинилась на Kool & the Gang. 1973 року Kool & The Gang вперше потрапили до американського чарту і відкрили цілу серію з дев'ятнадцяти хітів, які гурт записав на власній фірмі «De-Lite». Першим з цих хітів був твір «Funky Stuff», успіх якого, потрапивши до Тор-10, повторили наступного року «Jungle Boogie» та «Hollywood Swinging». Музиканти продовжували насолоджуватись успіхом, однак наприкінці 1970-х, з появою музики диско, їхня популярність почала спадати.
1976 року з гуртом недовго виступали Ота Неш (Otha Nash) — труба, вокал та Леррі Гіттенс (Larry Gittens) — труба, вокал, а 1978 року замість Ріка Вестфілда (він помер 1987 року), прийшов Джеймс Тейлор (James T.Taylor), 16.08.1953, Лоренс, Південна Кароліна, США — вокал. Також у цей період у Kool & The Gang з'явились Кевін Белл (Kevin Bell) — клавішні та Ерл Тун-молодший (Earl Toon Jr.) — клавішні, вокал. Всі ці зміни збіглися з ангажуванням нового продюсера, яким виявився відомий джазмен, віртуоз-клавішник Емір Деодато. Новий продюсер ще більше підкреслив риси, характерні для еклектичного стилю гурту і разом з ним Kool & The Gang записали цілу серію міжнародних хітів, серед яких були «Ladies Night» (1979), «Too Hot» (1930) та «Celebration», що стала «платиновою» платівкою та американським хітом номер один 1980 року. Гурт здобув подібний успіх також і за кордоном, а у Великій Британії музикантам навіть вдалося внести до Тор-5 три пісні: «Get Dow On It» (1981), «Joanna» (1984) та «Cherish» (1985).
Після приєднання до гурту Тейлора альбоми Kool & The Gang почали займати місця в американському Тор-30, альбом «Celebrate!» 1980 року навіть потрапив у Тор-10. Така довга і продуктивна кар'єра була можлива в першу чергу завдяки стабільному складу. Однак 1980 року з Kool & The Gang пішли Тун, Рональд Белл (він прийняв іслам, як і його брат Роберт, і став зватись Khalis Bayyan, a другий Amir Bayyan) та Роберт Майкенс. Тоді склад гурту підкріпили нові музиканти — Кліффорд Адамс (Clifford Adams), 8.10.1962, Нью-Джерсі, США — труба, вокал; Майкл Рей (Michael Ray), 24.12.1962, Нью-Джерсі, США — труба та Кертіс «Фріц» Вілльямс (Curtis «Fritz» Williams), 1.12.1962, Буффало, Нью-Йорк, США — клавішні. Цим складом гурт співпрацював аж до 1988 року, поки Тейлор не вирішив залишити своїх колег і розпочати сольну кар'єру. На його місце прийшли одразу три вокалісти — Гері Браун (Gary Brown), Скіп Мартін (Skip Martin) та Одін «Бен» Мейс (Odeen «Bean» Mays).
1989 року Тейлор записав свій сольний альбом «Sister Rosa», а гурт того ж року запропонував лонгплей «Sweat». Чергову платівку Kool & The Gang довелось чекати аж чотири роки, коли 1993 року на музичному ринку з'явився альбом «Unite», де всі вокальні партії довірено виконати Одіну Мейсу.

## Дискографія
- 1969: Kool & The Gang
- 1971: Live At The Sex Machine
- 1971: The Best Of Kool & The Gang
- 1971: Live At P.J.'s
- 1972: Music Is The Message
- 1972: Good Times
- 1973: Wild & Peaceful
- 1974: Kool Jazz
- 1974: Light Of Worlds
- 1975: Greatest Hits
- 1975: Spirit Of The Boogie
- 1976: Love & Understanding
- 1976: Open Sesame
- 1977: The Force
- 1978: Spin Their Top Hits
- 1978: Everybody's Dancin'
- 1979: Ladies Night
- 1980: Celebrate
- 1981: Something Special
- 1982: Kool Kuts
- 1982: As One
- 1983: Twice As Kool — The Hits Of Kool & The Gang
- 1983: In The Heart
- 1984: Emergency
- 1986: Forever
- 1988: Everything's Kool & The Gang — Greatest Hits & More
- 1989: Sweat
- 1990: Kool Love
- 1992: Anthology
- 1992: Remix Collection
- 1993: Unite
- 1994: Celebration — The Best Of Kool & The Gang
- 1994: Colection
- 1994: Greatest Hits Live
- 1994: Night People
- 1996: Wild & Peaceful
- 1996: State Of Affairs
- 1996: New York City Kool
- 2001: Gangland
- 2007: Still Kool
- 2013: Kool for the Holidays
- 2021: Perfect Union